# Astronomia nova
Astronomia Nova è un trattato astronomico di Giovanni Keplero pubblicato a Praga nel 1609 in cui espone i risultati dei suoi studi, durati ben 10 anni, sul moto del pianeta Marte ed enuncia due delle sue leggi sul moto dei pianeti.
Il titolo completo dell'opera è Astronomia Nova ΑΙΤΙΟΛΟΓΗΤΟΣ seu physica coelestis, tradita commentariis de motibus stellae Martis ex observationibus G.V. Tychonis Brahe (Astronomia Nuova, basata sulle cause, ovvero fisica celeste trattata con i commentarii sul moto del pianeta Marte dalle osservazioni di Tycho Brahe). L'opera è dedicata all'imperatore Rodolfo II.
Keplero sfruttò i dati del grande astronomo danese Tycho Brahe e grazie anche a questi fu il primo astronomo che dimostrò la validità del sistema copernicano sulla base di cause fisiche e non su modelli geometrici. Tutti gli astronomi che lo avevano preceduto, tra cui anche Tolomeo e lo stesso Niccolò Copernico, avevano creato dei sistemi planetari che si adattassero alle osservazioni, ma che non necessariamente rispecchiavano il vero ordine e l'effettiva disposizione dei pianeti.
| Controllo di autorità | VIAF (EN) 188548939 · GND (DE) 4192171-9 · BNF (FR) cb14418085r (data) |